# Église Saint-François de Cagli

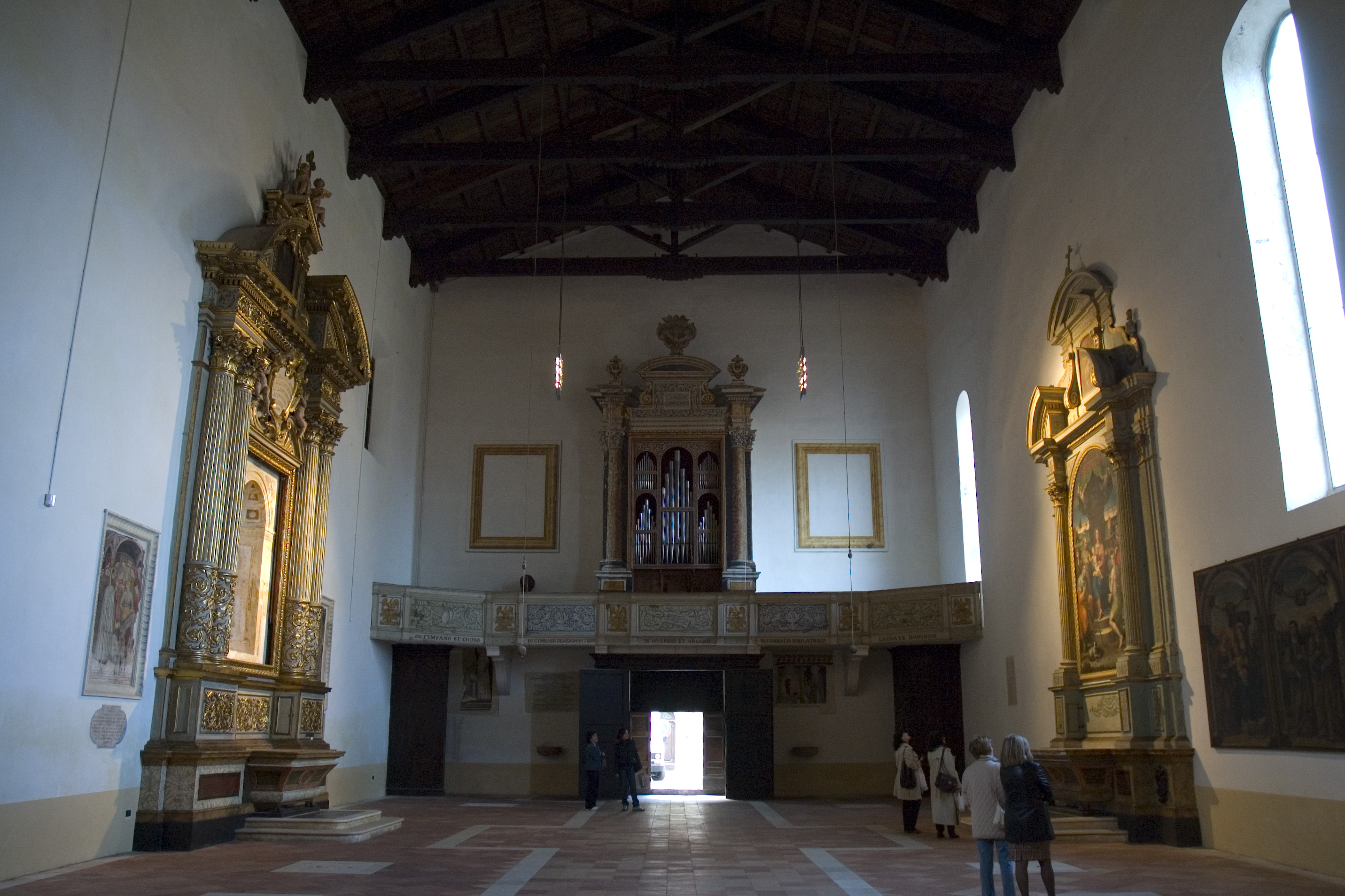
Vue côté entrée avec le grand orgue

L'église Saint-François de Cagli  (en italien, Chiesa di San francesco) se situe à Cagli, une ville située dans la province de Pesaro et d'Urbino dans les  Marches. 

## Historique
Le début de la construction de l’église Saint-François date de 1234 et elle a été terminée en 1240. Parmi les noms des bâtisseurs figure le nom de Mastro Simone. L'église constitue le pivot autour duquel en 1289 Cagli a été construite.

## Description
L'église se situes Piazza San Francesco. 

### Extérieur
L'église Saint-François est de style gothique.
Le portail de marbre polychrome avec architrave à emboîtement et colonnes torses et lancéolées et la chouette stylisée en bas à gauche, date de 1348. Dans la lunette, la fresque (en mauvais état), représentant la Madonna del Soccorso, dell'allegrezza e degli agnelli, con i Santi Francesco e Battista, date du XIVe siècle et est attribué à Guido Palmerucci.
L'abside polygonale possède cinq hautes lésènes qui soutiennent les arcs plein cintre et le campanile a une hauteur de 40 m.

### Intérieur
L’intérieur est à nef unique à double penchant avec de grandes fermes en bois. À la suite du démontage récent de la cuvette de l’abside du XIXe siècle a été découverte la cuvette médiévale située au-dessus avec un cycle de fresques datant des années 1340 considéré comme le chef d’œuvre de Mello da Gubbio. À l'envers de la façade les deux fragments de fresques du XIVe siècle sont de l’entourage du Maître de Montemartello. Sur les autels latéraux les œuvres les plus importantes sont en partant de la droite dans le sens contraire des aiguilles d’une montre : deux fragments de fresques encadrés, autrefois attribués à Antonio Alberti da Ferrara, aujourd’hui attribués au Second Maître de l’Oratoire du Baptiste d’Urbino ; les Miracles de la neige d’Ernst van Schayck (datable de 1617) et du jeune Gaetano Lapis (datée de 1730) ; le Crucifix processionnel en bois, d’école nordique, de la seconde moitié du XVe siècle ; le retable de Raffaellino del Colle (1540). 
À côté de l’orgue, le plus ancien des Marches datant de la seconde moitié du XVIe siècle attribué à Baldassarre Malamini, se trouve l’une des trois peinture à tempera de Battaglini d’Imola de 1529.
Le parement du chœur est en bois de noyer massif.
Au centre du chœur se trouvait un polyptyque, œuvre de Niccolò di Liberatore ; il a été prélevé pendant la période napoléonienne et il se trouve maintenant à la Pinacothèque de Brera sous le nom de Polyptyque de Cagli.

### Œuvres
- Crucifix (seconde moitié XVe siècle).
- Madonna della neve (1730), Gaetano Lapis
- I Miracoli della Neve (1617), Ernst van Schayck
- Madonna in trono con bambino e Maddalena, Francesco Battaglini da Imola
- Madonna col Bambino e i Santi Rocco, Francesco, Geronzio, Stefano e Sebastiano, retable, Raffaellino del Colle,
- Stimmate di San Francesco XVIIe siècle, retable de l'école du Barocci,

Fresques
- Sant'Antonio che riattacca la gamba ad un giovane, attribué à Antonio Alberto de Ferrare (attribution contestée),
- Miracolo della mula affamata, attribué à Antonio Alberto de Ferrare (attribution contestée),
- Sainte Catherine,
- Madonna in trono col Bambino e Santo eremita,
- Fresques, années 1340, Mello da Gubbio.

## Sources
- Voir liens externes